# Lydia Auster
Lydia Auster (rus: Лидия Мартиновна Аустер)  (Petropàvlovsk-Kamtxatski, 13 d'abril de 1912 - Tallinn, 3 d'abril de 1993) fou una compositora estoniana.

## Biografia
Lydia Auster va estudiar piano i composició a Omsk del 1927 al 1931 i al Conservatori de Leningrad de 1931 a 1934. El 1938 es va graduar al Conservatori de Moscou amb Vissarion Xebalín. Fins al 1944 va treballar com a pianista i compositora a l'Àsia central.
El 1945 es va traslladar a Tallin. Del 1948 al 1984, Lydia Auster va ser la directora artística de la companyia estatal de televisió i ràdio de la República Socialista Soviètica d'Estònia.
Lydia Auster compongué cançons per a solistes i cors des dels anys trenta. A més, va crear nombroses peces musicals per a piano, vent, violí i obres per a orquestra simfònica. Va escriure els llibrets de nombrosos ballets i l'òpera curta Maihommik. La major part de la seva música està marcada pel nacionalisme romàntic. El ballet Tiina va tenir un paper significatiu en la formació de la cultura coreogràfica estoniana.
Fou membre del PCUS des del 1955.